# Верх-Тарка
Верх-Тарка (рос. Верх-Тарка) — село у Киштовському районі Новосибірської області Російської Федерації.
Входить до складу муніципального утворення Верх-Тарцька сільрада. Населення становить 391 особа (2010).

## Історія
Згідно із законом від 2 червня 2004 року органом місцевого самоврядування є Верх-Тарцька сільрада.

## Населення
| 2002 | 2007 | 2010 |
| ---- | ---- | ---- |
| 491  | ↘448 | ↘391 |